# Dario Smoje
Dario Smoje (*19. září 1978, Rijeka, Chorvatsko) je bývalý chorvatský fotbalový obránce.

## Přestupy
- z HNK Rijeka do AC Milan za 800 000 eur

## Statistika
| Klub                    | Sezóna  | Liga   | Liga | Pohár  | Pohár | LM či EL | LM či EL | Celkem | Celkem |
| Klub                    | Sezóna  | Zápasy | Góly | Zápasy | Góly  | Zápasy   | Góly     | Zápasy | Góly   |
| ----------------------- | ------- | ------ | ---- | ------ | ----- | -------- | -------- | ------ | ------ |
| HNK Rijeka              | 1995/96 | 21     | 1    | ?      | ?     | ?        | ?        | ?      | ?      |
| HNK Rijeka              | 1996/97 | 28     | 0    | ?      | ?     | ?        | ?        | ?      | ?      |
| AC Milan                | 1997/98 | 6      | 0    | ?      | ?     | ?        | ?        | ?      | ?      |
| AC Monza                | 1998/99 | 22     | 1    | ?      | ?     | ?        | ?        | ?      | ?      |
| AC Monza                | 1999/00 | 30     | 1    | ?      | ?     | ?        | ?        | ?      | ?      |
| Ternana Calcio          | 2000/01 | 3      | 0    | ?      | ?     | ?        | ?        | ?      | ?      |
| Dinamo Zahřeb           | 2001/02 | 13     | 3    | ?      | ?     | ?        | ?        | ?      | ?      |
| Dinamo Zahřeb           | 2002/03 | 25     | 6    | ?      | ?     | ?        | ?        | ?      | ?      |
| NK Zagreb               | 2003/04 | 25     | 1    | ?      | ?     | ?        | ?        | ?      | ?      |
| KAA Gent                | 2004/05 | 17     | 3    | ?      | ?     | ?        | ?        | ?      | ?      |
| KAA Gent                | 2005/06 | 30     | 1    | ?      | ?     | ?        | ?        | ?      | ?      |
| KAA Gent                | 2006/07 | 28     | 0    | ?      | ?     | ?        | ?        | ?      | ?      |
| KAA Gent                | 2007/08 | 5      | 0    | ?      | ?     | ?        | ?        | ?      | ?      |
| KAA Gent                | 2008/09 | 4      | 0    | ?      | ?     | ?        | ?        | ?      | ?      |
| Panionios               | 2009/10 | 1      | 0    | ?      | ?     | ?        | ?        | ?      | ?      |
| NK Hrvatski Dragovoljac | 2010/11 | 3      | 0    | ?      | ?     | ?        | ?        | ?      | ?      |
| Celkově                 | Celkově | 261    | 17   | ?      | ?     | ?        | ?        | ?      | ?      |

## Úspěchy

### Klubové
- 1× vítěz chorvatské ligy (2002/03)
- 1× vítěz chorvatského poháru (2001/02)
- 1× vítěz chorvatského superpoháru (2002)

### Reprezentační
- 1× na ME do 21 let (2000)